# Adontomerus
Adontomerus is een geslacht van vliesvleugeligen uit de familie Torymidae. De wetenschappelijke naam van dit geslacht is voor het eerst geldig gepubliceerd in 1955 door Nikol'skaya.

## Soorten
Het geslacht Adontomerus omvat de volgende soorten:
- Adontomerus amygdali (Boucek, 1958)
- Adontomerus brevicaudatus Askew & Nieves-Aldrey, 2007
- Adontomerus confusus Askew, 2000
- Adontomerus crassipes (Boucek, 1982)
- Adontomerus eriogasteris Nikol'skaya, 1955
- Adontomerus gregalis (Steffan, 1964)
- Adontomerus impolitus (Askew & Nieves Aldrey, 1988)
- Adontomerus nesterovi Zerova, 1985
- Adontomerus robustus (Boucek, 1969)